# Атанасий Полемис
Атанасий (на гръцки: Αθανάσιος) е гръцки духовник, митрополит на Цариградската патриаршия.

## Биография
Роден е с фамилията Полѐмис (Πολέμης) или Николаидис (Νικολαϊδης) окол 1826 година на Андрос. В 1860 година завършва Халкинската семинария и от 1861 до 1867 година е свещеник на гръцката общност в Тебриз, Персия.
На 14 октомври 1867 година е избран и на 15 октомври ръкоположен за титулярен аргируполски епископ в църквата „Свети Николай“ в Галата, Цариград. Назначен е за викарий на Константинополската архиепископия и ефимерий на храма „Свети Николай“ в Галата.
На 17 ноември 1879 година става епископ на Метреската и Атирска епархия до юни 1888 година, когато е преместен на Кос. Атанасий е коски митрополит до 1893 година, когато е преместен в Сятища като сисанийски митрополит. В Сятища се проявява като голям дарител и благодетел.
Умира на 4 март 1900 година в Сятища. Името му носи улица в Сятища.